# Anatomie doktora Tulpa
Anatomie doktora Tulpa nebo také Lekce anatomie dr. Tulpa (nizozemsky De anatomische les van Dr. Nicolaes Tulp) je obraz nizozemského malíře Rembrandta. Je první velkou kompozicí, kterou Rembrandt vytvořil po svém přestěhování do Amsterdamu. Připomíná přednášku Nicolaese Tulpa o fyziologii paže, konanou 16. ledna roku 1632, kdy anatom doprovázel svůj výklad pitvou paže popraveného zločince.

## Popis obrazu
Tato olejomalba byla téhož roku dokončena v rozměrech 2,17 × 1,63 metru. V současnosti je umístěna v obrazárně Mauritshuis v městě Haag. Dvě osoby na této malbě jsou zvlášť zvýrazněny. První z nich je lékař dr. Nicolaes Tulp, který popisuje přítomným svalstvo levé ruky. Druhou zvýrazněnou osobou je mrtvola popraveného zločince. Další osoby jsou Jakob Jansz Colevelt, Adrian Cornilsz Slabberaen, Mathys Evertsz Calkoen, Jakob Jansz de Witt, Jacob Dielofse Block a Fray van Loenen, který drží v ruce papír s nákresem paže.
Dr. Tulp byl oficiálně jediným městským anatomem, který mohl provádět jednu pitvu za rok a tělo mělo být od oběšeného zločince. V 17. století se významní vědci jako byl dr. Tulp neponížili k podřadné a krvavé práci, jako byla příprava na pitvu, a takový úkol byl přenechán jiným. To je důvod, proč na obraze nejsou žádné řezací nástroje. Místo toho můžeme vidět v pravém spodním rohu otevřenou učebnici anatomie. Lékařští specialisté komentovali přesnost svalů a šlach malované 26letým Rembrandtem. Není známo, kde získal tyto vědomosti. Je možné, že kopíroval detaily z anatomické učebnice. Tvář oběšeného zločince je z části ve stínu; tato technika, kterou Rembrandt v pozdějších letech často používal, je označována jako ambra morfia (stín smrti).
Obraz Anatomie doktora Tulpa byl první obraz, na který se autor podepsal jako Rembrandt, nikoli svým do té doby obvyklým podpisem RHL (Rembrandt Harmenszoon z Leidenu).

## Osobnosti na obraze
Žádný ze sedmi mužů naslouchajících doktoru Tulpovi nebyl lékařem. Někteří pozorovatelé jsou na obraze jen kvůli tomu, že si zaplatili a někteří, zvláště pak v levé zadní části, byli přidáni do obrazu až později. Pozorovatelé jsou pro tu slavnostní chvíli vhodně oblečeni, protože anatomické demonstrace byly v 17. století významnou společenskou událostí. Demonstrace dr. Tulpa, konané každoročně v zimních měsících na mrtvolách popravených v Theatrum anatomicum (latinsky Anatomické divadlo), byly velmi oblíbené. Byly realizovány v dohodě se soudem, a to nejen pro lékaře a komunální politiky, ale také před očima četného publika v zadních řadách. V té době byly v Evropě obdukce a především pitvy povoleny pouze na mrtvolách zločinců mužského pohlaví, postavených mimo církev. Zápach rozkladu z mrtvol byl překrýván vonnými bylinami a kadidlem, během demonstrací hrála hudba, jedlo se a pilo. Předvádění sloužilo v prvé řadě k výměně anatomických poznatků přítomných prominentních lékařů, vstupným se však také financovaly galabankety amsterodamských chirurgů a soudců.

## Související díla
V roce 2010 Yiull Damaso namaloval parodii malby zobrazující významné osobnosti Jižní Afriky. Pitvanou mrtvolou je Nelson Mandela, jihoafrický aktivista zemřelý ve dvanácti letech na AIDS Nkosi Johnson představuje demonstrátora a přihlížejícími jsou: Desmond Tutu, Frederik Willem de Klerk, Thabo Mbeki, Jacob Zuma, Cyril Ramaphosa, Trevor Manuel a Helen Zille. Africký národní kongres dílo označil jako neuctivé k Mandelovi, rasistické a kulturně necitlivé k africkému tabu zobrazovat žijící osoby jako mrtvé.